# Henri Usselmann
Henri Usselmann, född den 19 september 1930 i Strasbourg, Alsace, Frankrike, är en fransk författare och konsthistoriker.

## Biografi
Efter studier vid Poitiers och Paris universitet fick Usselmann, efter ett år som lärare i 13:e arrondissement, en tjänst som lektor i franska i Stockholm 1962. Efter giftermålet 1964 återupptog Usselmann språkstudierna, men specialiserade sig slutligen på konsthistoria och konstteori. Hans doktorsavhandling, försvarad vid Göteborgs universitet 1979, behandlar de nordiska konstnärernas kontakter med den franska impressionismen på 1800-talet. Han har även publicerat flera andra studier i nordisk konst och skrev Trente Années en Suède, publicerad 1993 av La Pensée Universelle, som sammanfattar hans multipla insatser i Sverige.

## Utmärkelser
Det franska utbildningsministeriet utnämnde Usselmann till Officier dans l'Ordre des Palmes Académiques 1988.